# Звенигородське лісове господарство
Державне підприємство «Звенигоро́дське лісове господарство» — структурний підрозділ Черкаського обласного управління лісового та мисливського господарства.
Офіс знаходиться в селі Козацьке Звенигородського району Черкаської області.

## Історія
Підприємство було утворене 1929 року, сучасний статус отримало згідно з наказом Держкомлісгоспу України № 96 від 3 лютого 2005 року.

## Лісовий фонд
Лісовий фонд підприємства розміщений на території Звенигородського, Катеринопільського та Шполянського районів, а також частково на території Тальнівського, Лисянського та Городищенського районів.
Загальна площа лісового фонду складає 26194 гектарів, з яких територія вкрита лісовою рослинністю становить 24382 га. Середньовікові ліси займають 11842 га, молодняки — 6249 га, пристигаючі — 4280 га, стиглі та перестійні — 1945 га.
Твердолистяні ліси вкривають площу в 20514 га, хвойні — 2720 га, м'яколистяні — 1036 га.

## Лісництва
Лісове господарство охоплює 6 лісництв:
- Вільхівецьке лісництво — 4101 га
- Катеринопільське лісництво — 4770 га
- Козачанське лісництво — 4062 га
- Пехівське лісництво — 1964 га
- Хлипнівське лісництво — 4993 га
- Шполянське лісництво — 6304 га

## Об'єкти природно-заповідного фонду
У віданні лісового господарства знаходяться 16 об'єктів природно-заповідного фонду загальною площею 219,68 га:
- Бучиківський гідрологічний заказник — 8,4 га
- Губський гідрологічний заказник — 7,5 га
- Кайтанівський ботанічний заказник — 1 га
- Пехівський ботанічний заказник — 1 га
- Приворотський гідрологічний заказник — 12 га
- Хлипнівський ботанічний заказник — 1 га
- заповідне урочище Дар'ївське — 73,3 га
- заповідне урочище Плосково-Зуєво — 115,3 га
- ботанічна пам'ятка природи Вікові дерева бука і каштана — 0,1 га
- ботанічна пам'ятка природи Віковий дуб (1) — 0,01 га
- ботанічна пам'ятка природи Віковий дуб (2) — 0,01 га
- ботанічна пам'ятка природи Дерево бука — 0,01 га
- ботанічна пам'ятка природи Дуб пірамідальний — 0,01 га
- ботанічна пам'ятка природи  Богданів дуб — 0,01 га
- ботанічна пам'ятка природи  Ольжині дуби — 0,02 га
- ботанічна пам'ятка природи  Чижів дуб — 0,01 га